# Хенце, Роуи
Ро́уи Мёрк Хе́нце (фар. Rói Mørk Hentze; род. 22 сентября 1999 года в Торсхавне, Фарерские острова) — фарерский футболист, вратарь клуба «КИ».

## Клубная карьера
Роуи начинал свою карьеру в клубе «Б36» из родного Торсхавна. 9 апреля 2016 года голкипер дебютировал за вторую команду «чёрно-белых» в матче второго дивизиона против дублирующего состава «Скалы», сохранив свои ворота в неприкосновенности. Всего в своём первом сезоне на взрослом уровне Роуи принял участие в 6 встречах второй лиги и пропустил в них 6 мячей, а «Б36 II» повысился в классе. 19 марта 2017 года состоялся дебют вратаря за первую команду «чёрно-белых»: на 14-й минуте матча фарерской премьер-лиги против клаксвуйкского «КИ» он заменил травмированного Тоурура Томсена и пропустил 1 гол с пенальти. Суммарно в сезоне-2017 Роуи пропустил 10 мячей в 8 встречах высшего дивизиона.
В 2018 году голкипер провёл 11 матчей за «чёрно-белых» в чемпионате, пропустив 10 голов. 28 июня Роуи дебютировал в еврокубках, пропустив 1 мяч в матче Лиги Европы против гибралтарского клуба «Сент-Джозефс». В том же сезоне он также принял участие в финальной игре за Кубок Фарерских островов с «ХБ», пропустив 2 мяча в основное время и став героем серии пенальти, по итогам которой его клуб выиграл трофей. В сезоне-2019 Роуи не выступал за «Б36», сыграв 3 встречи за дублирующий состав клуба в первом дивизионе. В 2020 году вратарь в составе «Б36» отыграл 14 матчей в рамках первенства архипелага, пропустив 21 гол.
В сезоне-2021 Роуи проиграл конкуренцию Маттиасу Ламхавудже и был переведён во вторую команду «Б36». В июне он был арендован «ХБ», за который не сыграл ни одной игры, ограничившись появлением в заявке на матч Лиги чемпионов с андорранским «Интером». В июле Роуи перешёл из «Б36» в тофтирский «Б68». За полтора сезона в стане тофтирцев голкипер перенёс несколько травм, сыграв всего в 21 игре премьер-лиги, где пропустил 31 мяч. В январе 2023 года было объявлено о трансфере Роуи в «КИ».

## Международная карьера
В 2015 году Роуи провёл 5 игр за юношескую сборную Фарерских островов до 17 лет, пропустив 16 голов. В 2016—2017 годах он защищал цвета юношеской сборной архипелага до 19 лет и пропустил 11 мячей в 5 матчах. В 2018 году голкипер впервые был вызван в молодёжную сборную Фарерских островов, но дебютировал за неё только 2 сентября 2020 года, пропустив 1 гол в игре с израильской «молодёжкой». Всего он принял участие в 4 встречах молодёжной команды архипелага, пропустив в них 7 мячей.

## Достижения

### Командные
«КИ»
- Обладатель Суперкубка Фарерских островов (1): 2023

 «Б36»
- Обладатель Кубка Фарерских островов (1): 2018

 «Б36 II»
- Победитель второго дивизиона (1): 2016

## Личная жизнь
Роуи — сын бывшего футболиста Соамаля Хенце. В настоящее время Соамаль занимается тренерской деятельностью, возглавляя молодёжную сборную Фарерских островов. Роуи играл под руководством отца в фарерской «молодёжке».